# Axel Rüger

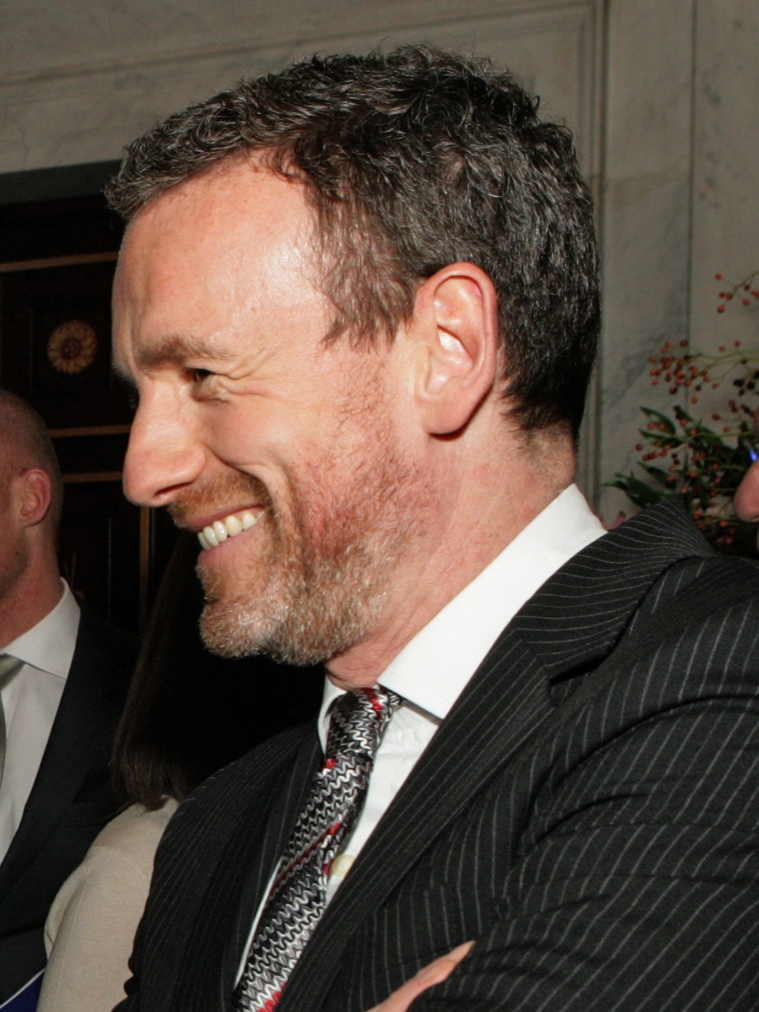
Axel Rüger (2015)

Axel Rüger (* 1968 in Dortmund) ist ein deutscher Kunsthistoriker und Kurator. Er leitete von 2019 bis 2025 die Royal Academy of Arts in London und ist seit Frühjahr 2025 Direktor der Frick Collection in New York. Von 2006 bis 2019 war er Direktor des Van-Gogh-Museums in Amsterdam.

## Werdegang

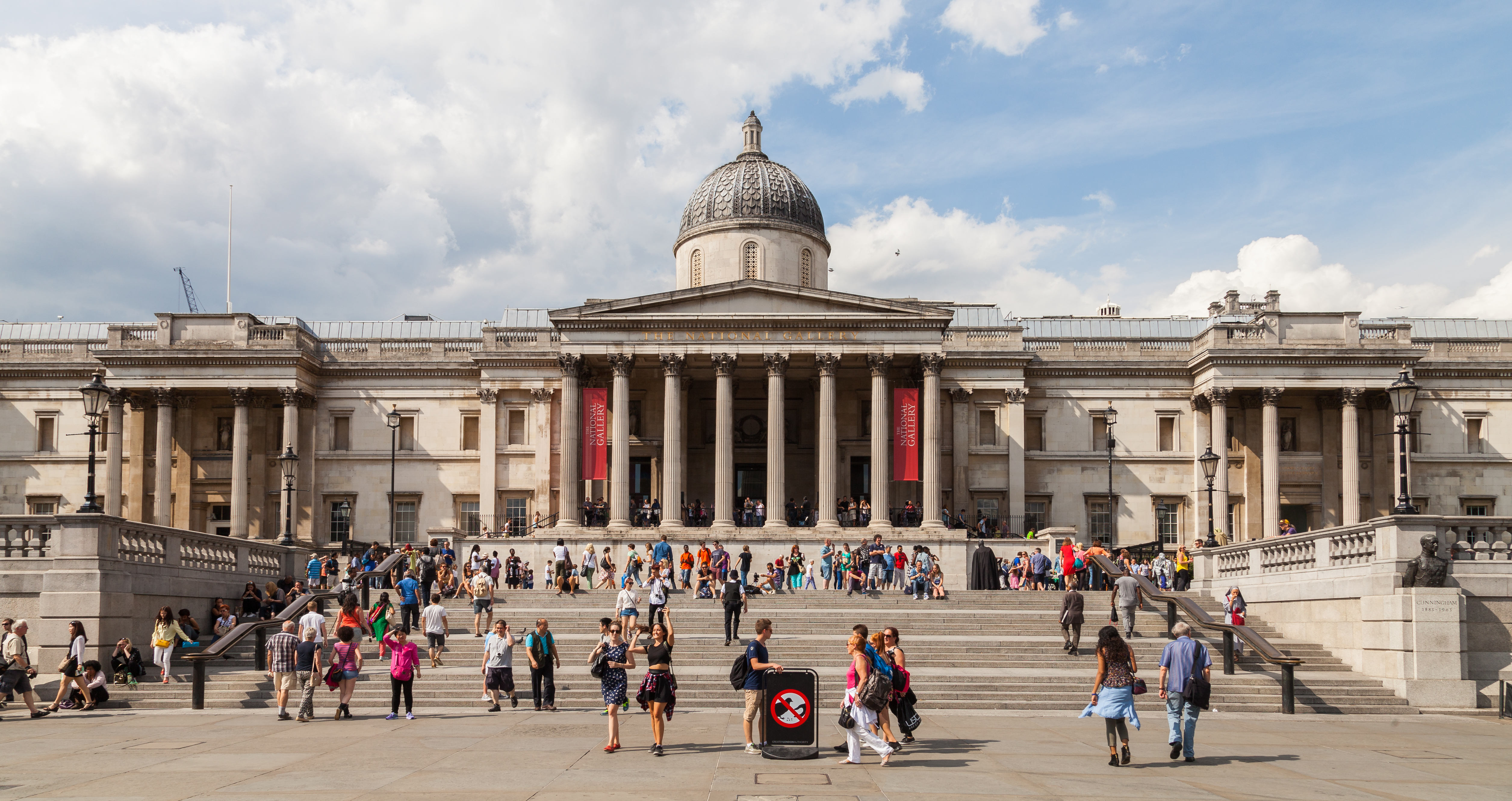
Das Hauptportal der National Gallery in London (2014)

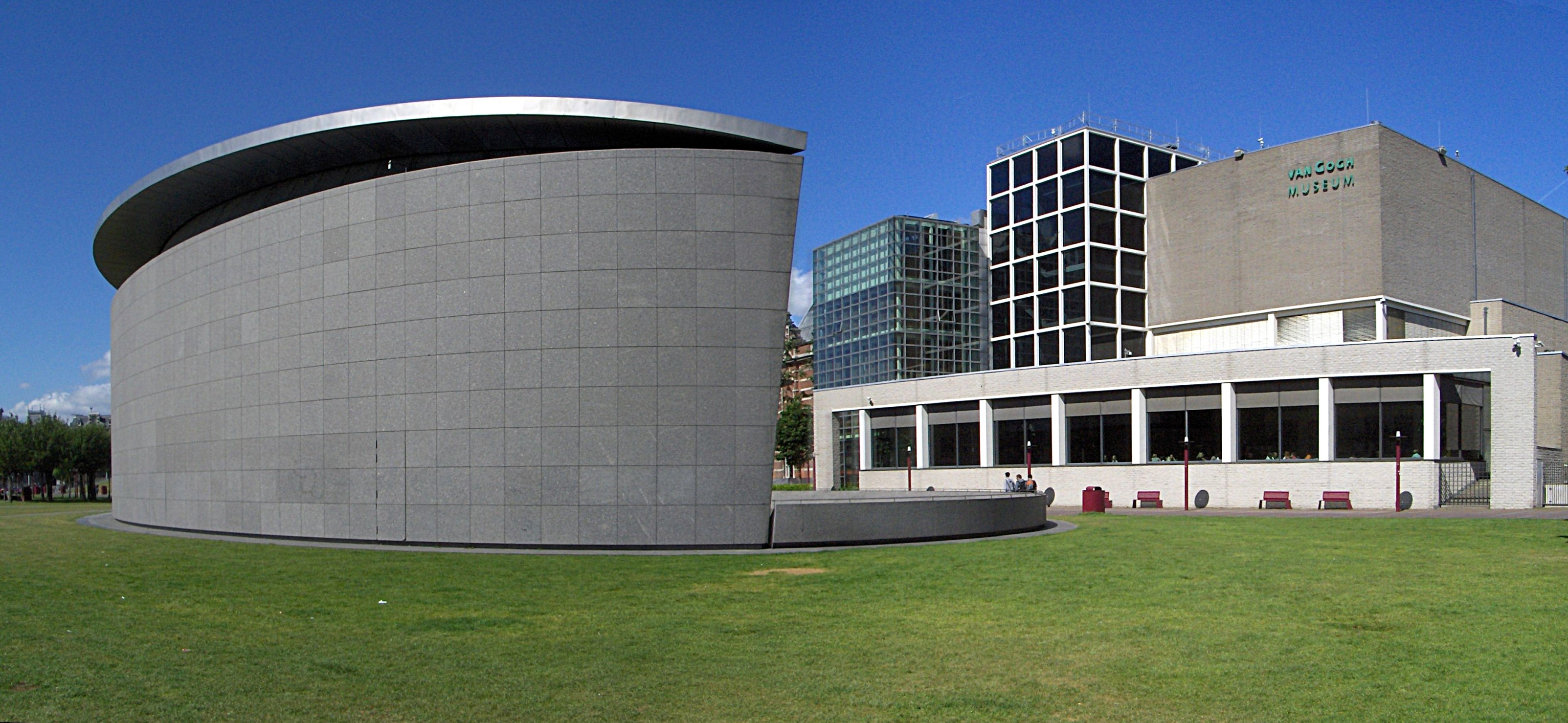
Van-Gogh-Museum, Amsterdam (2008)

Nach dem Abitur am Max-Planck-Gymnasium in Dortmund studierte Rüger von 1989 bis 1993 Kunstgeschichte an der Freien Universität  Berlin und von 1993 bis 1994 an der Universität Cambridge. An der Queen’s University in Kingston (Ontario) (Kanada) begann er seine Dissertation über den Haager Architekturmaler Bartholomeus van Bassen. Von 1998 bis 1999 setzte er an der Radboud-Universität in Nijmegen seine Forschungen zu van Bassen fort. Die Promotion wurde jedoch noch nicht abgeschlossen. Studienbegleitend machte er Praktika in Museen in Atlanta, Detroit und Washington.
1999 wurde Rüger, ein Spezialist für Jan Vermeer und die Delfter Schule, Konservator für die holländische Malerei des 17. Jahrhunderts an der National Gallery in London. 2004 nahm er an dem Clore Leadership Programme teil, das mit einem viermonatigen Praktikums am Royal Court Theatre in London verbunden war.
Nach einem Beschluss des Kuratoriums der Van-Gogh-Museums-Stiftung wurde Rüger am 1. April 2006 zum Direktor des Van-Gogh-Museums in Amsterdam und der Sammlung Mesdag in Den Haag ernannt. Sein Vorgänger John Leighton ging als Generaldirektor an die National Gallery of Scotland. Das Van-Gogh-Museum ist das meistbesuchte Museum der Niederlande. In Amsterdam entwickelte sich Rüger zum Fundraising-Experten. Das Museum deckt 50 % seiner Einnahmen durch Ticketverkäufe, nur etwa 25 % kommen vom Staat, die restlichen 25 % generieren sich aus Fundraising und kommerziellen Aktivitäten. Unter Rügers Direktion wurde erstmals seit 1928 ein Gemälde – Sonnenuntergang bei Montmajour – als weitere authentische Arbeit van Goghs anerkannt.
Rüger spricht perfekt Englisch und Niederländisch. Am 8. Juni 2016 zählte ihn die Frankfurter Allgemeine Zeitung zu den beiden aussichtsreichsten Kandidaten für die Nachfolge von Max Hollein als Direktor des Frankfurter Museumsverbunds Städel/Schirn/Liebieghaus.

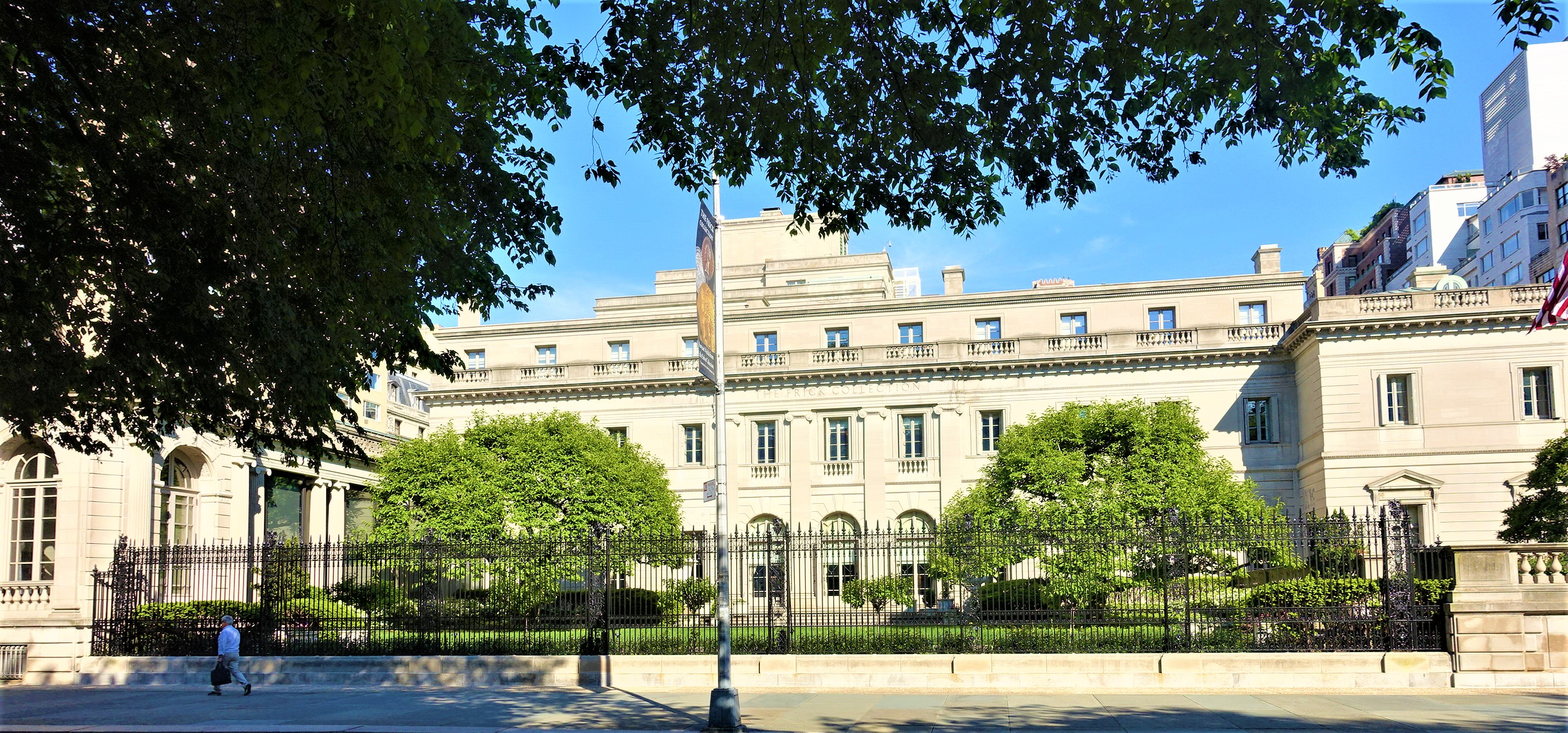
Gebäude der Frick Collection, New York (2017)

Rüger leitete ab Juni 2019 die Royal Academy of Arts. Im Frühjahr 2025 übernahm er die Leitung der Frick Collection in New York City.

## Kuratierte Ausstellungen (Auswahl)
- 2001: Vermeer und die Schule von Delft (Vermeer an the Delft School), Metropolitan Museum of Art, New York; anschließend National Gallery, London.
- 2002: Aelbert Cuyp, National Gallery of Art, Washington D.C.; anschließend National Gallery, London.

## Schriften
- Holländer im Portrait. Meisterwerke von Rembrandt bis Frans Hals, Belser, Köln, 2007 ISBN 978-3-7630-2491-9
- Vermeer and the Delft School, Metropolitan Museum of Art, New York, 2001 ISBN 978-0-87099-973-4
- Vermeer and Painting in Delft, National Gallery Company, London, 2001 ISBN 978-0-300-09189-2
- Van Gogh Museum: The Building, Nai010 Publishers, Amsterdam, 2016 ISBN 978-94-6208-261-8